# Cytisus oromediterraneus
Cytisus oromediterraneus, comummente designada piorneira-da-estrela, é uma espécie de planta com flor pertencente à família Fabaceae. 
A autoridade científica da espécie é Rivas Mart., T.E. Díaz, Fern. Prieto, Loidi & Peñas, tendo sido publicada em Vegetacion Picos de Europa 246. 1984.

## Descrição
Trata-se de uma espécie nanofanerófita, isto é, uma arvore pequena ou um arbusto. Relativamente ao biótipo, além de pertencer à categoria dos fanerófitos, também se insere na categoria dos caméfitos.
É um arbusto que orça cerca de metro e meio de altura e que não exibe muitas folhas entre os períodos da antese e da frutificação.
As ramadas pautam-se pelos entrenós curtos, de secção sensivelmente circular. As folhas além de dotadas de estípulas, são unifoliadas. Os folíolos têm um formato lanceolado invertido e rematam em pecíolos compridos, pilosos de ambos os lados. 
Floresce entre Maio e Julho. As flores são axilares, podendo ainda, ser solitárias ou geminadas. Têm corolas de cor amarela e cálices penugentos, com lábios divergentes.

## Distribuição
É natural do Centro e Sul de França e da Península Ibérica.

### Portugal
Trata-se de uma espécie presente no território português, nomeadamente em Portugal Continental.  Mais concretamente, medra na zona do Centro-Leste Montanhoso. 
Em termos de naturalidade é nativa da região atrás indicada.

### Ecologia
Trata-se ainda de uma espécie rupícola, pelo que prospera entre solos rochosos de base granítica, xistosa ou quartzítica, de substracto ácido. Encontra-se, também, amiúde entre matorrais de outras piorneiras.

## Protecção
Não se encontra protegida por legislação portuguesa ou da Comunidade Europeia.